# 長吻海蛇
長吻海蛇（學名：Hydrophis platurus），又稱黃腹海蛇、黑背海蛇、裂頰海蛇，是蛇亞目海蛇科下的一種，曾經隸屬於長吻海蛇屬下的唯一一種長吻海蛇（ Pelamis platura），現在被分入海蛇屬，主要分布於世界上的熱帶海域，雖然沒被納入台灣六大毒蛇，但毫無疑問是台灣最毒的蛇，台灣最毒的陸棲蛇則是雨傘節。

## 特徵
長吻海蛇身體扁長，鱗片狀呈四邊型，身體最厚壯的地方約有49至67排鱗片圍列，腹鱗約有264至406片，鱗片細碎，橫鱗間有凹槽相間。頭部狹窄，鼻端尖長。身體顏色種類甚多，但多以雜色相陳，並以黑色、黃色或棕色為主。腹部與背鱗顏色有很大對比，腹部以黃色為基調，同時佈有一些黑色小斑點。雄性長吻海蛇體長約為72公分，雌蛇則為88公分；雄蛇尾部約長8公分，雌蛇則長9公分。

## 習性
長吻海蛇是卵胎生蛇類，在溫暖海洋中進行繁殖，雌蛇懷孕期為6個月左右。長吻海蛇不能於陸地上活動，牠們多出沒於海水中，有時更會聚集成千上萬條同類於水面上游弋。長吻海蛇能分泌神經毒素，經常用以獵殺魚類。目前未有人類被其咬傷中毒並引致死亡事件的報告。長吻海蛇出沒於太平洋海域，也是眾多海蛇中唯一會出沒於夏威夷群島的一種海蛇。

## 分布

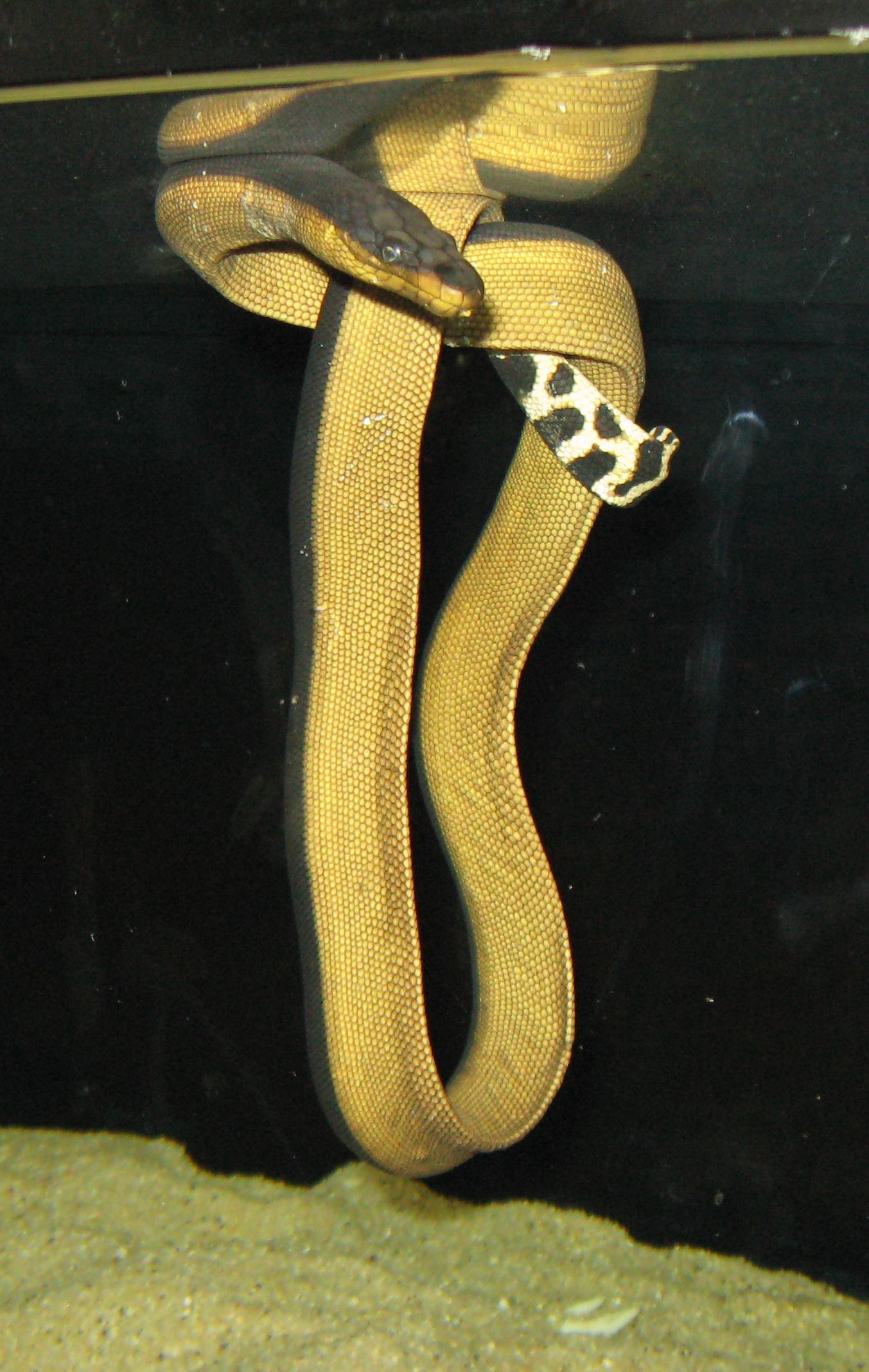
在紐西蘭奧克蘭凱利塔頓水底世界展示的長吻海蛇，與眼鏡蛇屬有緊密關係

長吻海蛇分布於印度洋、孟加拉灣、印度、巴基斯坦、馬爾代夫、馬來西亞一帶的太平洋海域（日本、南中國海、台灣、波斯灣）；馬來半島海岸、印澳群島、新畿內亞、泰國灣、菲律賓、安達曼群島、韓國、俄羅斯、馬達加斯加、坦桑尼亞、澳洲（新南威爾士、北領地、昆士蘭、塔斯曼尼亞、維多利亞州、西澳州）、紐西蘭及所羅門群島等地區沿海，均可發現長吻海蛇的蹤影。另外，美國加利福尼亞州橙縣及聖迭戈縣、新喀里多尼亞、墨西哥、瓜地馬拉、洪都拉斯、薩爾瓦多、尼加拉瓜、哥斯達黎加、巴拿馬、哥倫比亞、厄瓜多爾、秘魯及科隆群島亦有相當的分布量。

## 生物演變
長吻海蛇是世界上分布範圍最廣泛的海蛇，同時亦是唯一能畢生存活於海洋（甚至深海）中，並於海中進行繁殖的蛇類。長吻海蛇與亞洲及澳洲地區的陸地蛇類相當類似，彼此在血緣上有著緊密的關係。長吻海蛇對海水溫度的要求約為攝氏18 °C，但即使同樣有足夠溫度的海水，長吻海蛇仍只會活躍於亞洲、澳洲及印度洋海域，而不會出沒於大西洋或地中海一帶（嚴格來說所有海蛇皆然）；這可能是因為南美洲與北美洲之間（巴拿馬附近）有一道經歷了數百萬年的大陸橋，將長吻海蛇通往大西洋的道路隔絕。另外，海蛇亦不會從南美洲或非洲兩地的南端繞過陸地游至另一海域，這是因為上述兩洲南端的海水溫度均甚低，海蛇不堪其寒，因此並不會接近相關地方。

## 分類
海蛇與澳洲一帶的有毒眼鏡蛇關係甚為密切，但目前在分類上仍被分作獨立的海蛇科。海蛇科下曾經有兩個亞科，分別是扁尾海蛇亞科（Laticaudinae）及海蛇亞科（Hydrophiinae），不過最近的研究認為這種分類方式有不恰當之處。

## 毒性
雖然長吻海蛇擁有不容輕視的毒素，但相比於其他著名毒蛇（如內陸太攀蛇），長吻海蛇的毒素則尚算溫和。然而，長吻海蛇的毒素烈度仍足以致命。長吻海蛇的毒性約為埃及眼鏡蛇（Naja haje）的十倍，但其輸毒量卻遠低於埃及眼鏡蛇。在澳洲，海蛇甚少主動向人類發動咬擊。
海蛇毒素能有效摧毀骨骼肌，伴隨產生肌紅蛋白尿症、神經肌肉麻痺或直接導致腎功能衰竭。澳洲聯邦血清實驗室（CSL Ltd）研究出一系列能有效中和部份海蛇毒素（專門針對鉤鼻海蛇）的血清，這種血清亦能中和長吻海蛇的蛇毒。如果中了海蛇毒素而未能即時備有這種專用血清的話，則必須用上針對虎蛇用的血清。直至目前為止，在澳洲尚未有因被長吻海蛇所咬而致命的事件報告。 

## 備註
1. 1 2  Guinea, M., Lukoschek, V., Cogger, H., Rasmussen, A., Murphy, J., Lane, A., Sanders, K. Lobo, A., Gatus, J., Limpus, C., Milton, D., Courtney, T., Read, M., Fletcher, E., Marsh, D., White, M.-D., Heatwole, H., Alcala, A., Voris, H. & Karns, D. . IUCN Red List of Threatened Species. 2010, 2010: e.T176738A7293840. doi:10.2305/IUCN.UK.2010-4.RLTS.T176738A7293840.en.
2. ↑  Boulenger, G.A. 1896. Catalogue of the Snakes in the British Museum (Natural History). Volume III., Containing the Colubridæ (Opisthoglyphæ and Proteroglyphæ)... Trustees of the British Museum (Natural History). London. pp. 266–268.
3. ↑  The Reptile Database. www.reptile-database.org.
4. ↑  Liptow, J. 1999. "Pelamis platurus" (On-line), Animal Diversity Web. Accessed June 23, 2007 at  （页面存档备份，存于）
5. ↑  McCoy 2000
6. ↑  The New York Times, published 24 April 1984, article by Sandra Blakeslea http://query.nytimes.com/gst/fullpage.html?res=9903E2DD1238F937A15757C0A962948260&sec=health&spon= （页面存档备份，存于） Accessed May 2008
7. ↑  .   [2009-01-13]. （原始内容存档于2008-12-22）.
8. ↑  http://www.susanscott.net/OceanWatch1999/jan18-99.html （页面存档备份，存于） Susan Scott (marine biologist), "Ocean Watch" column, Honolulu Star-Bulletin
9. ↑  SnakeBiteTemplate3.pmd[]
10. ↑  http://www.ajtmh.org/cgi/content/abstract/23/1/135 （页面存档备份，存于） Published 1973. Accessed May 2008.
11. ↑  https://www.flyingdoctor.net/IgnitionSuite/uploads/docs/snakebite.pdf%5B%5D Management of snake bites in Australia and Papua New Guinea. Accessed May 2008
12. ↑  http://www.emedicine.com/emerg/topic543.htm （页面存档备份，存于） Accessed May 2008

## 外部連結
- （英文）TIGR爬蟲類資料庫：長吻海蛇屬 （页面存档备份，存于）
- （英文）Animal Diversity Web （页面存档备份，存于）